# Ewa Pajorová
Ewa Barbara Pajorová (* 3. prosince 1996) je polská fotbalistka, která hraje jako útočnice za španělský prvoligový klub Barcelona a polskou reprezentaci, které je kapitánkou. V letech 2015 až 2024 hrála za VfL Wolfsburg, předtím působila v polském Medyk Konin. Od roku 2024 hraje za Barcelonu. Je pětinásobnou vítězkou německé Frauen-Bundesligy a týdeníkem Piłka Nożna byla pětkrát vyhlášena polskou fotbalistkou roku.